# Route nationale 21 (Italie)
Pour les articles homonymes, voir Route nationale 21.
La route nationale 21 (SS 21, Strada statale 21 ou Strada statale "della Maddalena") est une route nationale d'Italie située au Piémont, elle relie Borgo San Dalmazzo au Col de Larche sur une longueur de 59,708 km.

## Parcours
Elle commencé à Borgo San Dalmazzo au carrefour avec la Corso Barale sur la première partie de la Stratale Del Colle di Tenda e di Valle Roja, elle suit ensuite le tracé de la Stura di Demonte à travers la Vallée. Il s'agit d'un tracés plat traversant les communes de Roccasparvera, Gaiola, Moiola, Demonte, Aisone, Vinadio puis arrive à Pianche un hameau de Vinadio où elle commence à monter avec un dénivelé important.
Elle traverse ensuite Sambuco, Pietraporzio et Argentera. Les dernier kilomètres avec une douzaines de lacets mènent à la frontière avec la France au col de Larche.

En France la route continue avec le nom D 900. 

Parcours de la SS 21.